# Eleição federal na Alemanha Ocidental em 1969
As eleições federais na Alemanha Ocidental foram realizadas a 28 de Setembro de 1969 e, serviram para eleger os 518 deputados para o Bundestag.
A RFA vinha de um governo histórico de "Grande Coligação", entre rivais históricos, democratas-cristãos (CDU/CSU) e social-democratas (SPD). Este governo de grande coligação terminou por questões de políticas fiscais.
Os resultados das eleições tornaram a dar uma vitória aos partidos irmãos de centro-direita, União Democrata-Cristã e União Social-Cristã, conquistando 46,1% dos votos e 250 deputados. Apesar desta vitória, este resultado implicou uma queda de 1,5% e 1 deputado, quando comparado com 1965 e, mais importante, os democratas-cristãos ficavam longe da maioria absoluta parlamentar.
O Partido Social-Democrata, depois de ter participado, pela primeira vez desde da criação da RFA, num governo federal, continuou a sua trajectória eleitoral ascendente, conquistando o seu melhor resultado eleitoral, com 42,7% dos votos e 237 deputados. Os social-democratas, individualmente, voltaram a ser o maior partido da RFA e, mais importante, tinham as condições necessárias para liderar o governo federal.
O Partido Democrático Liberal obteve o seu pior resultado eleitoral, conquistando, apenas, 5,8% dos votos e 31 deputados. Os liberais sofreram muito com o crescimento eleitoral dos social-democratas. Por fim, destacar os 4,3% da extrema-direita do Partido Nacional Democrático da Alemanha, falhando, assim, por muito pouco a entrada no parlamento.
Após as eleições, SPD e FDP formaram um governo de coligação, conhecido como coligação "social-liberal", e, assim, Willy Brandt tornava-se o primeiro chanceler do SPD desde 1928.

## Resultados Oficiais

### Método Proporcional (Lista)
| Partido                     | Partido                      | Partido                      | Lista de Partido | Lista de Partido | Lista de Partido | Lista de Partido | Lista de Partido |
| Partido                     | Partido                      | Partido                      | Votos            | %                | +/-              | Deputados        | +/-              |
| --------------------------- | ---------------------------- | ---------------------------- | ---------------- | ---------------- | ---------------- | ---------------- | ---------------- |
|                             |                              | União Democrata-Cristã       | 12 079 535       | 36,64 / 100,00   | 1,33             | 114 / 270        | 30               |
|                             | União Social-Cristã          | 3 115 652                    | 9,45 / 100,00    | 0,17             | 15 / 270         | 2                |                  |
| CDU/CSU                     | CDU/CSU                      | 15 195 187                   | 46,09 / 100,00   | 1,50             | 129 / 270        | 32               |                  |
|                             | Partido Social-Democrata     | Partido Social-Democrata     | 14 065 716       | 42,67 / 100,00   | 3,39             | 110 / 270        | 13               |
|                             | Partido Democrático Liberal  | Partido Democrático Liberal  | 1 903 422        | 5,77 / 100,00    | 3,72             | 31 / 270         | 19               |
| Barreira Eleitoral de 5,00% |                              |                              |                  |                  |                  |                  |                  |
|                             | Partido Nacional Democrático | Partido Nacional Democrático | 1 422 010        | 4,31 / 100,00    | 2,27             | 0 / 270          | Estável          |
|                             | Outros                       | Outros                       | 379 689          | 1,15 / 100,00    |                  | 0 / 270          |                  |
| Votos Inválidos             | Votos Inválidos              | Votos Inválidos              | 557 040          |                  |                  |                  |                  |
| Total                       | Total                        | Total                        | 33 523 064       | 100,00 / 100,00  |                  | 270 / 270        |                  |
| Eleitorado/Participação     | Eleitorado/Participação      | Eleitorado/Participação      | 38 677 235       | 86,67 / 100,00   | 0,1              |                  |                  |
| Fonte                       | Fonte                        | Fonte                        | [ 3 ]            | [ 3 ]            | [ 3 ]            | [ 3 ]            | [ 3 ]            |

### Método Uninominal (Distrito)
| Partido                 | Partido                      | Partido                      | Distrito Eleitoral | Distrito Eleitoral | Distrito Eleitoral | Distrito Eleitoral | Distrito Eleitoral |
| Partido                 | Partido                      | Partido                      | Votos              | %                  | +/-                | Deputados          | +/-                |
| ----------------------- | ---------------------------- | ---------------------------- | ------------------ | ------------------ | ------------------ | ------------------ | ------------------ |
|                         |                              | União Democrata-Cristã       | 12 137 148         | 37,10 / 100,00     | 1,84               | 87 / 248           | 31                 |
|                         | União Social-Cristã          | 3 094 176                    | 9,46 / 100,00      | 0,42               | 34 / 248           | 2                  |                    |
| CDU/CSU                 | CDU/CSU                      | 15 231 324                   | 46,56 / 100,00     | 2,26               | 121 / 248          | 33                 |                    |
|                         | Partido Social-Democrata     | Partido Social-Democrata     | 14 402 374         | 44,03 / 100,00     | 3,96               | 127 / 248          | 33                 |
|                         | Partido Democrático Liberal  | Partido Democrático Liberal  | 1 554 651          | 4,75 / 100,00      | 3,15               | 0 / 248            | Estável            |
|                         | Partido Nacional Democrático | Partido Nacional Democrático | 1 189 375          | 3,64 / 100,00      | 1,83               | 0 / 248            | Estável            |
|                         | Outros                       | Outros                       | 335 792            | 1,03 / 100,00      |                    | 0 / 248            |                    |
| Votos Inválidos         | Votos Inválidos              | Votos Inválidos              | 809 548            |                    |                    |                    |                    |
| Total                   | Total                        | Total                        | 33 523 064         | 100,00 / 100,00    |                    | 248 / 248          |                    |
| Eleitorado/Participação | Eleitorado/Participação      | Eleitorado/Participação      | 38 677 235         | 86,67 / 100,00     | 0,10               |                    |                    |
| Fonte                   | Fonte                        | Fonte                        | [ 3 ]              | [ 3 ]              | [ 3 ]              | [ 3 ]              | [ 3 ]              |

### Total de Deputados
| Partido                 | Partido                      | Partido                      | Distrito Eleitoral | Distrito Eleitoral | Lista de Partido | Lista de Partido | Total     | Total   |
| Partido                 | Partido                      | Partido                      | Deputados          | +/-                | Deputados        | +/-              | Deputados | +/-     |
| ----------------------- | ---------------------------- | ---------------------------- | ------------------ | ------------------ | ---------------- | ---------------- | --------- | ------- |
|                         |                              | União Democrata-Cristã       | 87 / 248           | 31                 | 114 / 270        | 30               | 201 / 518 | 1       |
|                         | União Social-Cristã          | 34 / 248                     | 2                  | 15 / 270           | 2                | 49 / 518         | Estável   |         |
| CDU/CSU                 | CDU/CSU                      | 121 / 248                    | 33                 | 129 / 270          | 32               | 250 / 518        | 1         |         |
|                         | Partido Social-Democrata     | Partido Social-Democrata     | 127 / 248          | 33                 | 110 / 270        | 13               | 237 / 518 | 20      |
|                         | Partido Democrático Liberal  | Partido Democrático Liberal  | 0 / 248            | Estável            | 31 / 270         | 19               | 31 / 518  | 19      |
|                         | Partido Nacional Democrático | Partido Nacional Democrático | 0 / 248            | Estável            | 0 / 270          | Estável          | 0 / 518   | Estável |
|                         | Outros                       | Outros                       | 0 / 248            |                    | 0 / 270          |                  | 0 / 518   |         |
| Votos Inválidos         |                              |                              |                    |                    |                  |                  |           |         |
| Total                   | Total                        | Total                        | 248 / 248          |                    | 270 / 270        |                  | 518 / 518 |         |
| Eleitorado/Participação |                              |                              |                    |                    |                  |                  |           |         |
| Fonte                   | Fonte                        | Fonte                        | [ 3 ]              | [ 3 ]              | [ 3 ]            | [ 3 ]            | [ 3 ]     | [ 3 ]   |

## Resultados por Estado Federal
A tabela de resultados apresentada refere-se aos votos obtidos na lista de partido e, apenas, refere-se a partidos com mais de 1,0% dos votos:
| Estado                     | %       | D       | %    | D   | %   | D   | %   | D   | Votantes   |
| Estado                     | CDU CSU | CDU CSU | SPD  | SPD | FDP | FDP | NPD | NPD | Votantes   |
| -------------------------- | ------- | ------- | ---- | --- | --- | --- | --- | --- | ---------- |
| Baden-Württemberg          | 50,7    | 37      | 36,5 | 27  | 7,5 | 6   | 4,5 | -   | 4 690 427  |
| Baixa Saxônia              | 45,2    | 30      | 43,8 | 29  | 5,6 | 4   | 4,6 | -   | 4 164 690  |
| Baviera                    | 54,4    | 49      | 34,6 | 31  | 4,1 | 4   | 5,3 | -   | 5 837 724  |
| Berlim Ocidental (Nota)    | 32,9    | 8       | 56,9 | 13  | 7,1 | 1   | -   | -   | 1 481 674  |
| Bremen                     | 32,3    | 2       | 52,0 | 3   | 9,3 | -   | 4,4 | -   | 452 373    |
| Hamburgo                   | 34,0    | 6       | 54,6 | 10  | 6,3 | 1   | 3,5 | -   | 1 174 981  |
| Hesse                      | 38,4    | 19      | 48,2 | 24  | 6,7 | 3   | 5,1 | -   | 3 151 868  |
| Renânia do Norte-Vestfália | 43,6    | 69      | 46,8 | 73  | 5,4 | 9   | 3,1 | -   | 9 827 911  |
| Renânia-Palatinado         | 47,8    | 16      | 40,1 | 13  | 6,3 | 2   | 5,2 | -   | 2 097 308  |
| Sarre                      | 46,1    | 4       | 39,9 | 4   | 6,7 | -   | 5,7 | -   | 653 882    |
| Schleswig-Holstein         | 46,2    | 10      | 43,5 | 10  | 5,2 | 1   | 4,3 | -   | 1 471 900  |
| Alemanha Ocidental         | 46,1    | 250     | 42,7 | 237 | 5,8 | 31  | 4,3 | -   | 33 523 064 |

Nota: Berlim Ocidental, oficialmente, não integrava a Alemanha Ocidental e, como tal, os seus deputados eram eleitos conformes os resultados das eleições regionais que correspondiam ao período das eleições federais alemãs.

### Baden-Württemberg
| Partido                 | Partido                      | Distrito Eleitoral | Distrito Eleitoral | Distrito Eleitoral | Lista de Partido | Lista de Partido | Lista de Partido | Deputados | +/-     |
| Partido                 | Partido                      | Votos              | %                  | +/-                | Votos            | %                | +/-              | Deputados | +/-     |
| ----------------------- | ---------------------------- | ------------------ | ------------------ | ------------------ | ---------------- | ---------------- | ---------------- | --------- | ------- |
|                         | União Democrata-Cristã       | 2 324 562          | 51,1 / 100,0       | 0,2                | 2 322 349        | 50,7 / 100,0     | 0,8              | 37 / 70   | 2       |
|                         | Partido Social-Democrata     | 1 723 471          | 37,9 / 100,0       | 4,0                | 1 675 702        | 36,5 / 100,0     | 3,5              | 27 / 70   | 4       |
|                         | Partido Democrático Liberal  | 305 433            | 6,7 / 100,0        | 4,9                | 343 350          | 7,5 / 100,0      | 5,6              | 6 / 70    | 4       |
|                         | Partido Nacional Democrático | 171 927            | 3,8 / 100,0        | 1,9                | 207 900          | 4,5 / 100,0      | 2,3              | 0 / 70    | Estável |
|                         | Outros                       | 27 882             | 0,5 / 100,0        |                    | 35 465           | 0,9 / 100,0      |                  | 0 / 70    |         |
| Votos Inválidos         | Votos Inválidos              | 137 152            | 2,9 / 100,0        | 0,6                | 105 661          | 2,3 / 100,0      | 0,9              |           |         |
| Total                   | Total                        | 4 690 427          | 100,0 / 100,0      |                    | 4 690 427        | 100,0 / 100,0    |                  | 70 / 70   | 2       |
| Eleitorado/Participação | Eleitorado/Participação      | 5 510 280          | 85,1 / 100,0       | 0,3                | 5 510 280        | 85,1 / 100,0     | 0,3              |           |         |

### Baixa Saxônia
| Partido                 | Partido                      | Distrito Eleitoral | Distrito Eleitoral | Distrito Eleitoral | Lista de Partido | Lista de Partido | Lista de Partido | Deputados | +/-     |
| Partido                 | Partido                      | Votos              | %                  | +/-                | Votos            | %                | +/-              | Deputados | +/-     |
| ----------------------- | ---------------------------- | ------------------ | ------------------ | ------------------ | ---------------- | ---------------- | ---------------- | --------- | ------- |
|                         | União Democrata-Cristã       | 1 860 364          | 45,5 / 100,0       | 2,1                | 1 854 514        | 45,2 / 100,0     | 0,6              | 30 / 63   | 1       |
|                         | Partido Social-Democrata     | 1 851 232          | 45,3 / 100,0       | 4,8                | 1 797 376        | 43,8 / 100,0     | 4,0              | 29 / 63   | 3       |
|                         | Partido Democrático Liberal  | 191 416            | 4,7 / 100,0        | 4,2                | 230 471          | 5,6 / 100,0      | 5,3              | 4 / 63    | 3       |
|                         | Partido Nacional Democrático | 156 469            | 3,8 / 100,0        | 1,6                | 188 272          | 4,6 / 100,0      | 2,1              | 0 / 63    | Estável |
|                         | Outros                       | 26 526             | 0,7 / 100,0        |                    | 34 997           | 0,8 / 100,0      |                  | 0 / 63    |         |
| Votos Inválidos         | Votos Inválidos              | 78 683             | 1,9 / 100,0        | 0,7                | 59 060           | 1,4 / 100,0      | 0,8              |           |         |
| Total                   | Total                        | 4 164 690          | 100,0 / 100,0      |                    | 4 164 690        | 100,0 / 100,0    |                  | 63 / 63   | 1       |
| Eleitorado/Participação | Eleitorado/Participação      | 4 760 938          | 87,5 / 100,0       | 0,2                | 4 760 938        | 87,5 / 100,0     | 0,2              |           |         |

### Baviera
| Partido                 | Partido                      | Distrito Eleitoral | Distrito Eleitoral | Distrito Eleitoral | Lista de Partido | Lista de Partido | Lista de Partido | Deputados | +/-     |
| Partido                 | Partido                      | Votos              | %                  | +/-                | Votos            | %                | +/-              | Deputados | +/-     |
| ----------------------- | ---------------------------- | ------------------ | ------------------ | ------------------ | ---------------- | ---------------- | ---------------- | --------- | ------- |
|                         | União Social-Cristã          | 3 094 176          | 54,5 / 100,0       | 2,3                | 3 115 652        | 54,4 / 100,0     | 1,2              | 49 / 84   | Estável |
|                         | Partido Social-Democrata     | 2 040 198          | 35,9 / 100,0       | 2,0                | 1 983 020        | 34,6 / 100,0     | 1,5              | 31 / 84   | 1       |
|                         | Partido Nacional Democrático | 257 619            | 4,5 / 100,0        | 2,1                | 303 828          | 5,3 / 100,0      | 2,6              | 0 / 84    | Estável |
|                         | Partido Democrático Liberal  | 193 956            | 3,4 / 100,0        | 2,3                | 232 880          | 4,1 / 100,0      | 3,2              | 4 / 84    | 3       |
|                         | Outros                       | 93 183             | 1,7 / 100,0        |                    | 95 108           | 1,6 / 100,0      |                  | 0 / 84    |         |
| Votos Inválidos         | Votos Inválidos              | 158 592            | 2,7 / 100,0        | 0,1                | 107 236          | 1,8 / 100,0      | 1,0              |           |         |
| Total                   | Total                        | 5 837 724          | 100,0 / 100,0      |                    | 5 837 724        | 100,0 / 100,0    |                  | 84 / 84   | 2       |
| Eleitorado/Participação | Eleitorado/Participação      | 6 851 646          | 85,2 / 100,0       | 0,7                | 6 851 646        | 85,2 / 100,0     | 0,7              |           |         |

### Berlim Ocidental
| Partido                 | Partido                                  | Votos     | %             | +/-  | Deputados | +/-     |
| ----------------------- | ---------------------------------------- | --------- | ------------- | ---- | --------- | ------- |
|                         | Partido Social-Democrata                 | 829 694   | 56,9 / 100,0  | 5,0  | 13 / 22   | 2       |
|                         | União Democrata-Cristã                   | 479 945   | 32,9 / 100,0  | 4,1  | 8 / 22    | 2       |
|                         | Partido Democrático Liberal              | 103 973   | 7,1 / 100,0   | 0,8  | 1 / 22    | Estável |
|                         | Partido Socialista Unificado da Alemanha | 29 925    | 2,0 / 100,0   | 0,6  | 0 / 22    | Estável |
|                         | Sociedade dos Alemães Independentes      | 15 507    | 1,1 / 100,0   | Novo | 0 / 22    | Novo    |
| Votos Inválidos         | Votos Inválidos                          | 22 630    | 1,5 / 100,0   | 0,4  |           |         |
| Total                   | Total                                    | 1 481 674 | 100,0 / 100,0 |      | 22 / 22   |         |
| Eleitorado/Participação | Eleitorado/Participação                  | 1 718 435 | 86,2 / 100,0  | 3,7  |           |         |

### Bremen
| Partido                 | Partido                              | Distrito Eleitoral | Distrito Eleitoral | Distrito Eleitoral | Lista de Partido | Lista de Partido | Lista de Partido | Deputados | +/-     |
| Partido                 | Partido                              | Votos              | %                  | +/-                | Votos            | %                | +/-              | Deputados | +/-     |
| ----------------------- | ------------------------------------ | ------------------ | ------------------ | ------------------ | ---------------- | ---------------- | ---------------- | --------- | ------- |
|                         | Partido Social-Democrata             | 235 823            | 53,4 / 100,0       | 3,8                | 232 779          | 52,0 / 100,0     | 3,5              | 3 / 5     | Estável |
|                         | União Democrata-Cristã               | 144 234            | 32,7 / 100,0       | 2,2                | 144 422          | 32,3 / 100,0     | 1,7              | 2 / 5     | Estável |
|                         | Partido Democrático Liberal          | 35 011             | 7,9 / 100,0        | 2,5                | 41 554           | 9,3 / 100,0      | 2,4              | 0 / 5     | Estável |
|                         | Partido Nacional Democrático         | 17 556             | 4,0 / 100,0        | 1,5                | 19 723           | 4,4 / 100,0      | 1,7              | 0 / 5     | Estável |
|                         | Desenvolvimento de Acção Democrática | 6 651              | 1,5 / 100,0        | 1,0                | 6 535            | 1,5 / 100,0      | 1,2              | 0 / 5     | Estável |
|                         | Outros                               | 2 049              | 0,5 / 100,0        |                    | 2 347            | 0,5 / 100,0      |                  | 0 / 5     |         |
| Votos Inválidos         | Votos Inválidos                      | 11 049             | 2,4 / 100,0        | 0,2                | 5 013            | 1,1 / 100,0      | 0,8              |           |         |
| Total                   | Total                                | 452 373            | 100,0 / 100,0      |                    | 452 373          | 100,0 / 100,0    |                  | 5 / 5     |         |
| Eleitorado/Participação | Eleitorado/Participação              | 524 110            | 86,3 / 100,0       | 0,2                | 524 110          | 86,3 / 100,0     | 0,2              |           |         |

### Hamburgo
| Partido                 | Partido                              | Distrito Eleitoral | Distrito Eleitoral | Distrito Eleitoral | Lista de Partido | Lista de Partido | Lista de Partido | Deputados | +/-     |
| Partido                 | Partido                              | Votos              | %                  | +/-                | Votos            | %                | +/-              | Deputados | +/-     |
| ----------------------- | ------------------------------------ | ------------------ | ------------------ | ------------------ | ---------------- | ---------------- | ---------------- | --------- | ------- |
|                         | Partido Social-Democrata             | 670 856            | 57,8 / 100,0       | 8,2                | 637 051          | 54,6 / 100,0     | 6,3              | 10 / 17   | 1       |
|                         | União Democrata-Cristã               | 392 088            | 33,8 / 100,0       | 4,5                | 397 246          | 34,0 / 100,0     | 3,6              | 6 / 17    | 1       |
|                         | Partido Democrático Liberal          | 45 340             | 3,9 / 100,0        | 3,9                | 73 206           | 6,3 / 100,0      | 3,1              | 1 / 17    | Estável |
|                         | Partido Nacional Democrático         | 33 886             | 2,9 / 100,0        | 1,3                | 40 814           | 3,5 / 100,0      | 1,7              | 0 / 17    | Estável |
|                         | Desenvolvimento de Acção Democrática | 13 114             | 1,1 / 100,0        | 3,1                | 13 653           | 1,2 / 100,0      | 3,1              | 0 / 17    | Estável |
|                         | Outros                               | 5 300              | 0,5 / 100,0        |                    | 4 839            | 0,4 / 100,0      |                  | 0 / 17    |         |
| Votos Inválidos         | Votos Inválidos                      | 14 397             | 1,2 / 100,0        | 0,8                | 8 172            | 0,7 / 100,0      | 0,6              |           |         |
| Total                   | Total                                | 1 174 981          | 100,0 / 100,0      |                    | 1 174 981        | 100,0 / 100,0    |                  | 17 / 17   |         |
| Eleitorado/Participação | Eleitorado/Participação              | 1 341 494          | 87,6 / 100,0       | 1,2                | 1 341 494        | 87,6 / 100,0     | 1,2              |           |         |

### Hesse
| Partido                 | Partido                      | Distrito Eleitoral | Distrito Eleitoral | Distrito Eleitoral | Lista de Partido | Lista de Partido | Lista de Partido | Deputados | +/-     |
| Partido                 | Partido                      | Votos              | %                  | +/-                | Votos            | %                | +/-              | Deputados | +/-     |
| ----------------------- | ---------------------------- | ------------------ | ------------------ | ------------------ | ---------------- | ---------------- | ---------------- | --------- | ------- |
|                         | Partido Social-Democrata     | 1 557 796          | 50,6 / 100,0       | 3,7                | 1 492 916        | 48,2 / 100,0     | 2,5              | 24 / 46   | 3       |
|                         | União Democrata-Cristã       | 1 193 890          | 38,8 / 100,0       | 0,1                | 1 190 642        | 38,4 / 100,0     | 0,6              | 19 / 46   | 1       |
|                         | Partido Democrático Liberal  | 168 231            | 5,5 / 100,0        | 4,9                | 208 325          | 6,7 / 100,0      | 5,3              | 3 / 46    | 3       |
|                         | Partido Nacional Democrático | 132 808            | 4,3 / 100,0        | 2,1                | 158 705          | 5,1 / 100,0      | 2,6              | 0 / 46    | Estável |
|                         | Outros                       | 25 772             | 0,9 / 100,0        |                    | 28 687           | 0,9 / 100,0      |                  | 0 / 46    |         |
| Votos Inválidos         | Votos Inválidos              | 73 371             | 2,3 / 100,0        | 0,8                | 53 835           | 1,7 / 100,0      | 1,1              |           |         |
| Total                   | Total                        | 3 151 868          | 100,0 / 100,0      |                    | 3 151 868        | 100,0 / 100,0    |                  | 46 / 46   | 1       |
| Eleitorado/Participação | Eleitorado/Participação      | 3 573 336          | 88,2 / 100,0       | 0,8                | 3 573 336        | 88,2 / 100,0     | 0,8              |           |         |

### Renânia do Norte-Vestfália
| Partido                 | Partido                      | Distrito Eleitoral | Distrito Eleitoral | Distrito Eleitoral | Lista de Partido | Lista de Partido | Lista de Partido | Deputados | +/-     |
| Partido                 | Partido                      | Votos              | %                  | +/-                | Votos            | %                | +/-              | Deputados | +/-     |
| ----------------------- | ---------------------------- | ------------------ | ------------------ | ------------------ | ---------------- | ---------------- | ---------------- | --------- | ------- |
|                         | Partido Social-Democrata     | 4 575 554          | 47,7 / 100,0       | 4,4                | 4 534 471        | 46,8 / 100,0     | 4,2              | 73 / 151  | 7       |
|                         | União Democrata-Cristã       | 4 253 791          | 44,4 / 100,0       | 3,8                | 4 222 914        | 43,6 / 100,0     | 3,5              | 69 / 151  | 8       |
|                         | Partido Democrático Liberal  | 412 187            | 4,3 / 100,0        | 1,9                | 526 861          | 5,4 / 100,0      | 2,2              | 9 / 151   | 4       |
|                         | Partido Nacional Democrático | 243 769            | 2,5 / 100,0        | 1,5                | 295 972          | 3,1 / 100,0      | 2,0              | 0 / 151   | Estável |
|                         | Outros                       | 105 956            | 1,1 / 100,0        |                    | 106 895          | 1,2 / 100,0      |                  | 0 / 151   |         |
| Votos Inválidos         | Votos Inválidos              | 236 654            | 2,4 / 100,0        | 0,2                | 140 798          | 1,4 / 100,0      | 0,3              |           |         |
| Total                   | Total                        | 9 827 911          | 100,0 / 100,0      |                    | 9 827 911        | 100,0 / 100,0    |                  | 151       | 2       |
| Eleitorado/Participação | Eleitorado/Participação      | 11 259 648         | 87,3 / 100,0       | 0,3                | 11 259 648       | 87,3 / 100,0     | 0,3              |           |         |

### Renânia-Palatinado
| Partido                 | Partido                      | Distrito Eleitoral | Distrito Eleitoral | Distrito Eleitoral | Lista de Partido | Lista de Partido | Lista de Partido | Deputados | +/-     |
| Partido                 | Partido                      | Votos              | %                  | +/-                | Votos            | %                | +/-              | Deputados | +/-     |
| ----------------------- | ---------------------------- | ------------------ | ------------------ | ------------------ | ---------------- | ---------------- | ---------------- | --------- | ------- |
|                         | União Democrata-Cristã       | 990 951            | 48,4 / 100,0       | 1,7                | 982 640          | 47,8 / 100,0     | 1,5              | 16 / 31   | Estável |
|                         | Partido Social-Democrata     | 843 627            | 41,2 / 100,0       | 3,5                | 825 379          | 40,1 / 100,0     | 3,4              | 13 / 31   | 1       |
|                         | Partido Democrático Liberal  | 108 694            | 5,3 / 100,0        | 3,6                | 128 650          | 6,3 / 100,0      | 3,9              | 2 / 31    | 1       |
|                         | Partido Nacional Democrático | 93 078             | 4,5 / 100,0        | 2,3                | 107 780          | 5,2 / 100,0      | 2,7              | 0 / 31    | Estável |
|                         | Outros                       | 11 815             | 0,6 / 100,0        |                    | 11 651           | 0,6 / 100,0      |                  | 0 / 31    |         |
| Votos Inválidos         | Votos Inválidos              | 49 143             | 2,3 / 100,0        | 1,6                | 41 208           | 2,0 / 100,0      | 0,8              |           |         |
| Total                   | Total                        | 2 097 308          | 100,0 / 100,0      |                    | 2 097 308        | 100,0 / 100,0    |                  | 31        |         |
| Eleitorado/Participação | Eleitorado/Participação      | 2 410 176          | 87,0 / 100,0       | 1,0                | 2 410 176        | 87,0 / 100,0     | 1,0              |           |         |

### Sarre
| Partido                 | Partido                              | Distrito Eleitoral | Distrito Eleitoral | Distrito Eleitoral | Lista de Partido | Lista de Partido | Lista de Partido | Deputados | +/-     |
| Partido                 | Partido                              | Votos              | %                  | +/-                | Votos            | %                | +/-              | Deputados | +/-     |
| ----------------------- | ------------------------------------ | ------------------ | ------------------ | ------------------ | ---------------- | ---------------- | ---------------- | --------- | ------- |
|                         | União Democrata-Cristã               | 294 522            | 46,7 / 100,0       | 1,3                | 292 986          | 46,1 / 100,0     | 0,7              | 4 / 8     | Estável |
|                         | Partido Social-Democrata             | 261 209            | 41,4 / 100,0       | 1,4                | 253 485          | 39,9 / 100,0     | 0,1              | 4 / 8     | Estável |
|                         | Partido Democrático Liberal          | 35 895             | 5,7 / 100,0        | 1,7                | 42 254           | 6,7 / 100,0      | 1,9              | 0 / 8     | Estável |
|                         | Partido Nacional Democrático         | 30 664             | 4,9 / 100,0        | 3,2                | 36 104           | 5,7 / 100,0      | 3,9              | 0 / 8     | Estável |
|                         | Desenvolvimento de Acção Democrática | 8 230              | 1,3 / 100,0        | 0,1                | 7 609            | 1,2 / 100,0      | 0,3              | 0 / 8     | Estável |
|                         | Outros                               |                    |                    |                    | 2 447            | 0,4 / 100,0      |                  | 0 / 8     |         |
| Votos Inválidos         | Votos Inválidos                      | 23 362             | 3,6 / 100,0        | 0,8                | 18 997           | 2,9 / 100,0      | 1,1              |           |         |
| Total                   | Total                                | 653 882            | 100,0 / 100,0      |                    | 653 882          | 100,0 / 100,0    |                  | 8 / 8     |         |
| Eleitorado/Participação | Eleitorado/Participação              | 734 096            | 89,1 / 100,0       | 0,1                | 734 096          | 89,1 / 100,0     | 0,1              |           |         |

### Schleswig-Holstein
| Partido                 | Partido                      | Distrito Eleitoral | Distrito Eleitoral | Distrito Eleitoral | Lista de Partido | Lista de Partido | Lista de Partido | Deputados | +/-     |
| Partido                 | Partido                      | Votos              | %                  | +/-                | Votos            | %                | +/-              | Deputados | +/-     |
| ----------------------- | ---------------------------- | ------------------ | ------------------ | ------------------ | ---------------- | ---------------- | ---------------- | --------- | ------- |
|                         | União Democrata-Cristã       | 682 746            | 47,3 / 100,0       | 3,5                | 671 822          | 46,2 / 100,0     | 2,0              | 10 / 21   | 1       |
|                         | Partido Social-Democrata     | 642 608            | 44,5 / 100,0       | 5,3                | 633 537          | 43,5 / 100,0     | 4,7              | 10 / 21   | 2       |
|                         | Partido Democrático Liberal  | 58 488             | 4,0 / 100,0        | 2,9                | 75 871           | 5,2 / 100,0      | 4,2              | 1 / 21    | 1       |
|                         | Partido Nacional Democrático | 51 599             | 3,6 / 100,0        | 1,6                | 62 912           | 4,3 / 100,0      | 1,9              | 0 / 21    | Estável |
|                         | Outros                       | 9 314              | 0,6 / 100,0        |                    | 10 698           | 0,7 / 100,0      |                  | 0 / 21    |         |
| Votos Inválidos         | Votos Inválidos              | 27 145             | 1,8 / 100,0        | 1,0                | 17 060           | 1,2 / 100,0      | 1,0              |           |         |
| Total                   | Total                        | 1 471 900          | 100,0 / 100,0      |                    | 1 471 900        | 100,0 / 100,0    |                  | 21 / 21   |         |
| Eleitorado/Participação | Eleitorado/Participação      | 1 711 511          | 86,0 / 100,0       | 0,1                | 1 711 511        | 86,0 / 100,0     | 0,1              |           |         |